# 科龍巴納
科龍巴納（法語：Korombana），是馬里的城鎮，位於該國中部，由莫普提區的莫普提省負責管轄，面積981平方公里，海拔高度270米，2009年人口29,559，人口密度每平方公里30人。